# Félix Fournier
Pour les articles homonymes, voir Fournier.
Félix Fournier, né le 3 mai 1803 à Nantes et mort le 9 juin 1877 à Rome, est un dignitaire de l'église catholique et homme politique français, évêque du diocèse de Nantes de 1870 à sa mort en 1877.

## Biographie
Félix Fournier est ordonné prêtre en 1827. Il est vicaire puis curé de la paroisse nantaise de Saint-Nicolas de 1836 à 1870, avant d'accéder aux fonctions d'évêque. 
D'orientation légitimiste, il est élu une seule fois, en 1848, député de Loire-Inférieure et participe aux travaux de l'Assemblée constituante où il siège à droite et se rallie au bonapartisme.
Il trouve la mort au cours d'un pèlerinage à Rome en 1877.

### Acteur de la vie nantaise

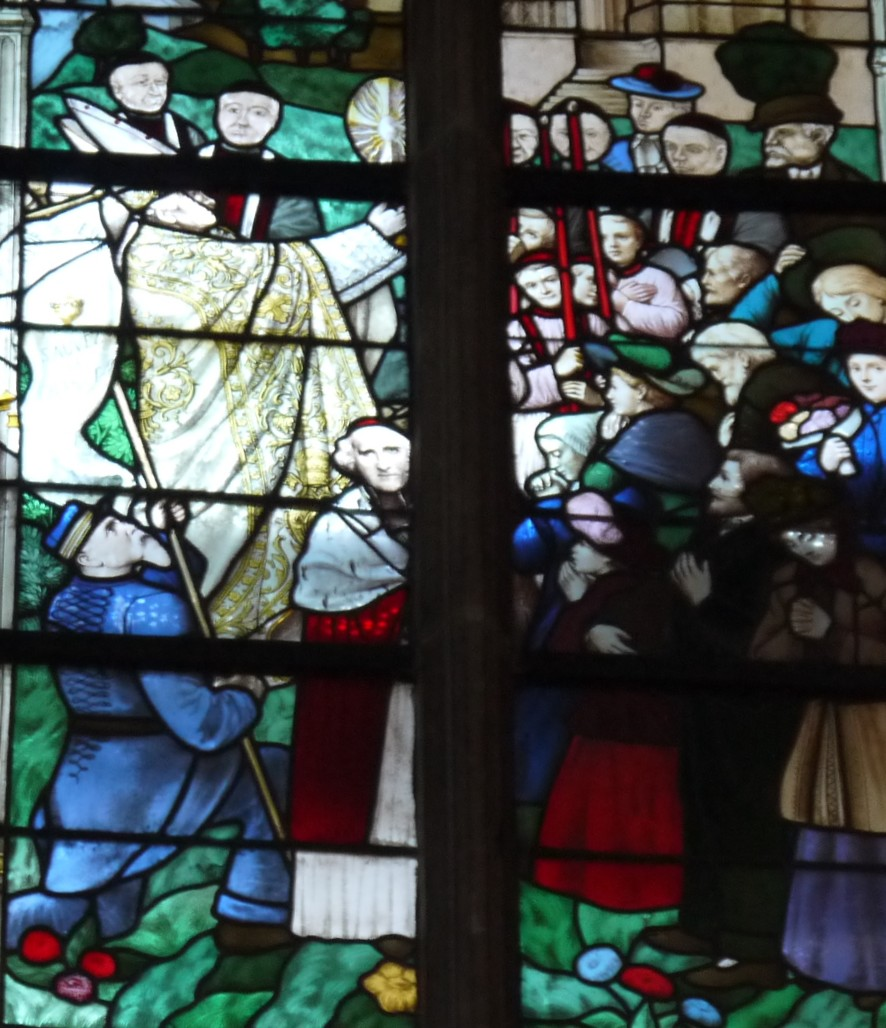
Félix Fournier présentant le Saint Sacrement à la foule (vitrail de la cathédrale de Nantes).

Félix Fournier est à l'origine de plusieurs œuvres catholiques locales : il fonde ainsi en 1837 une société de Saint-Vincent-de-Paul sur le modèle de celle d'Ozanam.
Membre fondateur de la Société archéologique et historique de Nantes en 1848, il devient également, en 1843, le premier vice-président de la Société archéologique et historique de Nantes et de Loire-Atlantique fondée la même année et présidée par l'architecte Théodore Nau. Il en est le président en 1857-1858. 
Ce fut aussi un acteur important de la construction de l'édifice néo-gothique de Saint-Nicolas qui s'échelonne de 1844 à 1869. Son tombeau y sera installé en 1883. 
Félix Fournier joue également un rôle décisif dans les travaux d'achèvement de la cathédrale de Nantes (finalement inaugurée en 1891), en s'efforçant d'y intéresser le gouvernement et en obtenant les financements nécessaires. 
En 1870, il reçoit une crosse fabriquée par l'orfèvre nantais François Evellin. Cette crosse est aujourd'hui présentée dans la crypte de la cathédrale. 

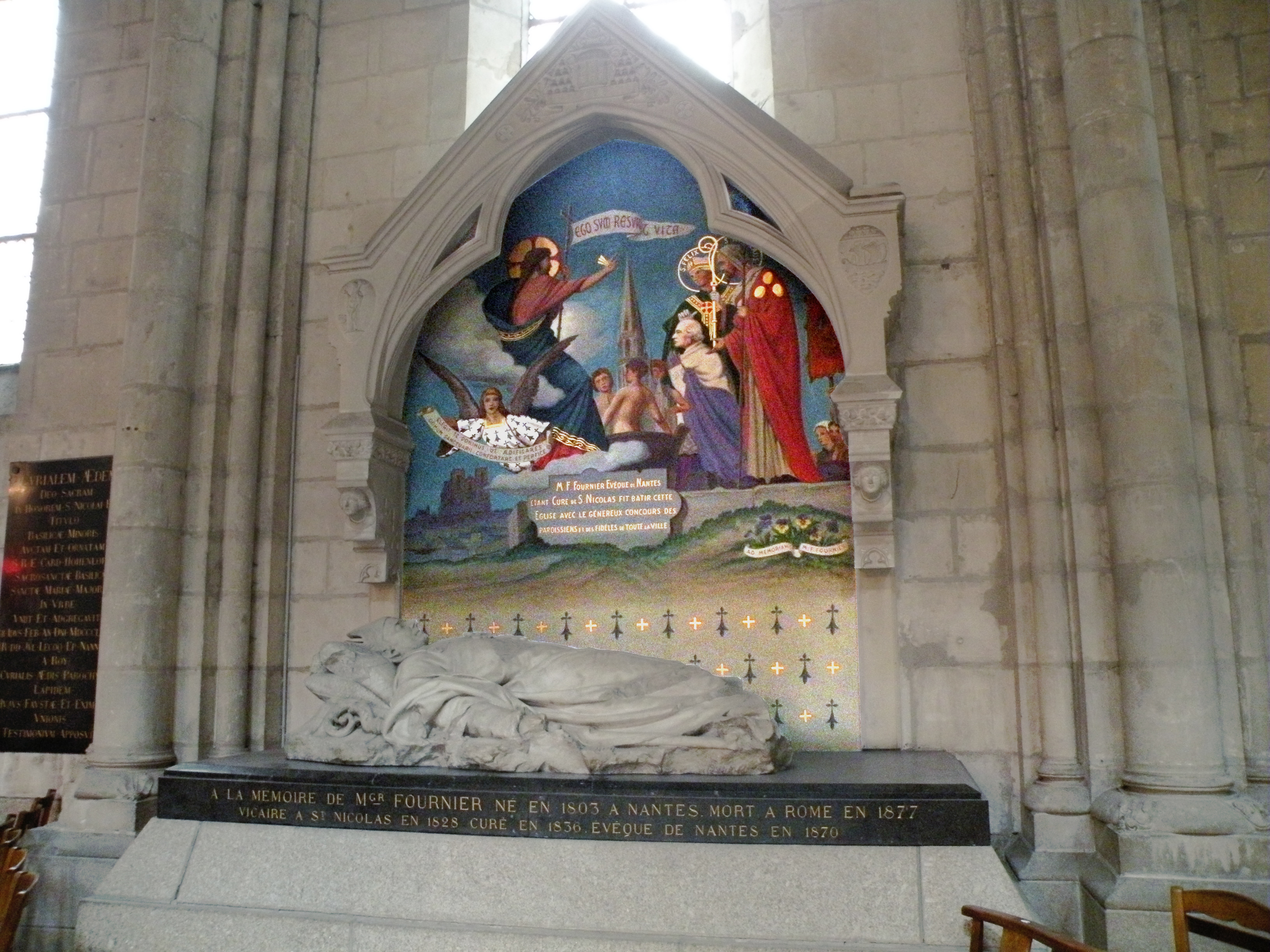
Tombeau de Félix Fournier dans la basilique Saint-Nicolas de Nantes.

## Armes
Blasonnement : De gueules à une église d'or, au chef d'argent chargé de cinq hermines de sable. L'église représentée est la basilique Saint-Nicolas de Nantes.
Ses armoiries ornent l'une des clés de voûte de la chapelle actuelle du Sacré-Cœur. Les vitraux de l'église de Paulx portent aussi ses armoiries.

## Hommage et distinction
Félix Fournier est chevalier de la Légion d'honneur le 13 août 1858
Le parvis de la basilique Saint-Nicolas a été baptisé en sa mémoire place Félix-Fournier à la fin du XIXe siècle. 